# Legarda

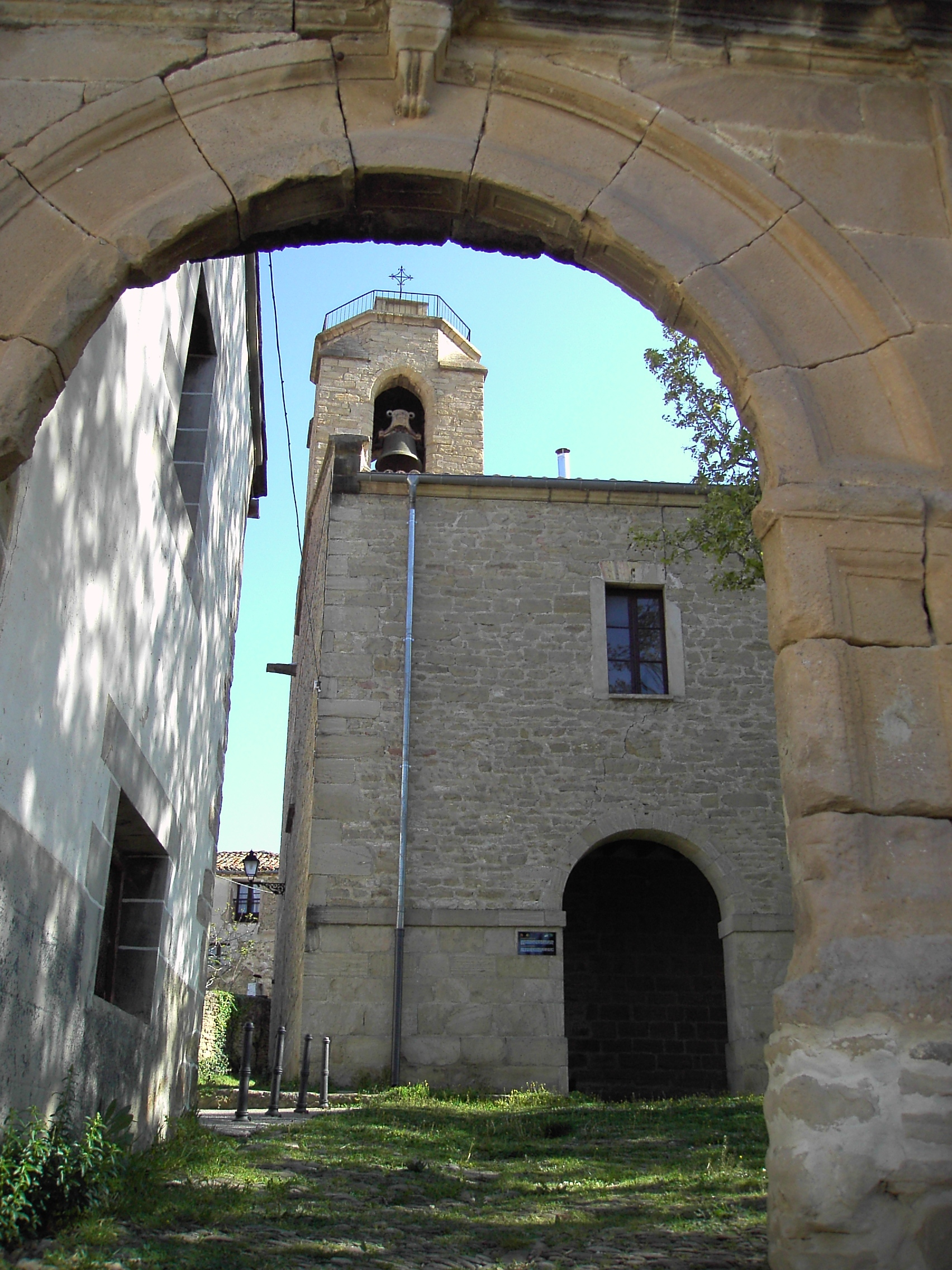
Iglesia de Legarda

Legarda es un municipio español de la Comunidad Foral de Navarra, situado en la merindad de Pamplona, en la comarca de Puente la Reina, en el Valdizarbe y a 15 km de la capital de la comunidad, Pamplona. Su población en 2024 fue de 146 habitantes (INE).
Situada en el tramo de Pamplona a Puente la Reina en el Camino de Santiago, una vez bajado el puerto del Perdón.

## Toponimia
El nombre de Legarda probablemente proceda del término euskérico Legarreta que significa ‘lugar de gravas o cascajos’ (legar ‘grava’ y el sufijo que indica lugar -eta). De acuerdo a esta posibilidad el nombre original podría haberse transformado por dos vías diferentes; una por la aplicación de las reglas fonéticas propias del romance que transforma la letra t en la d (Legarreta > Legarreda > Legarda) y la otra posibilidad sería por la transformación fonética vasca: síncopa de la vocal y sonorización de la letra t en la d después de una r (Legarreta > Legarta > Legarda). Ambas posibilidades son un tanto oscuras y también existe la posibilidad de que existiera antiguamente en euskera, tal y como ha sugerido el lingüista Koldo Michelena, un sufijo «da» cuyo significado sería desconocido.
El nombre de la localidad según figura recogido en el Nomenclátor Euskérico de Navarra (NEN) ya aparece en su forma actual en el año 1095.
Su gentilicio es legardero y legardera, en masculino y femenino respectivamente.

## Símbolos
El escudo de armas del lugar de Legarda tiene el siguiente blasón.

Trae de azur y una rama de vid de la que pende un racimo, todo ello en su color natural. Por timbre un yelmo empenachado.

En este blasón se representa el fruto que produce de forma destacada la comarca, algo bastante habitual en la heráldica municipal.

## Geografía
La localidad de Legarda está situada en la parte central de la Comunidad Foral de Navarra dentro de la región geográfica de la Zona Media o Navarra Media y el Valdizarbe o valle de Izarbe. Su término municipal tiene una superficie de 8,30 km² y limita al norte con el municipio de la Cendea de Cizur al sur con los de Muruzábal y Obanos al este con el de Uterga y al oeste con el de Puente la Reina.

### Relieve e hidrografía
El municipio se sitúa en la cara sur de la sierra del Perdón, el terreno se inclina desde el norte donde se sitúa la cota máxima de 700 m s. n. m. hasta el sur donde llega a los 420 m s. n. m. El núcleo de viviendas se encuentra en la mitad de esta inclinación a una cota de 420 m s. n. m.

## Demografía
Legarda cuenta con una población de 146 habitantes (INE 2024).
| Gráfica de evolución demográfica de Legarda entre 1842 y 2021 |
| |
| Población de derecho según los censos de población del INE Población de hecho según los censos de población del INEEn este censo se denominaba Legarda con Basongaiz: 1842 |

### Comunicaciones
| Eskualdeko Hiri Garraioa/Transporte Urbano Comarcal |   |
| Taxi Iruñerria                                      |   |
| Zona                                                | B |
| Estaciones                                          |   |

## Administración y política
Legarda conforma un municipio el cual está gobernado por un ayuntamiento de gestión democrática desde 1979, formado por 5 miembros elegidos en las elecciones municipales según está dispuesto en la Ley Orgánica del Régimen Electoral General. La sede del consistorio está situada en la calle Mayor, n.º 4 de la localidad de Legarda.
| Periodo   | Nombre                     | Partido |
| --------- | -------------------------- | ------- |
| 2003-2007 | Silvestre Belzunegui Otano | AEIL    |
| 2007-2011 | Silvestre Belzunegui Otano | AEIL    |
| 2011-2015 | Silvestre Belzunegui Otano | AEIL    |

## Economía
La vid fue hasta finales del siglo XIX el cultivo más importante. Tras la filoxera nunca lo había de ser tanto, y menos aún después de la concentración parcelaria, efectuada en 1972. 
Hubo una propuesta de instalar en el futuro polígono de Legarda la «Ciudad de la Carne», pero dicho proyecto fue desechado por el Gobierno de Navarra en enero de 2012.

## Cultura

### Patrimonio

#### Monumentos religiosos
- Iglesia de Nuestra Señora de la Asunción: Construcción gótica del siglo XIV, con añadidos posteriores del (siglo XVI). La puerta de acceso tiene un arco apuntado, con arquivoltas que apean en capiteles que tienen decorados con relieves de la infancia de Cristo. El retablo mayor es plateresco (siglo XVI). En las capillas laterales hay dos retablos dedicados a San Juan Bautista (h. 1600) y una talla románica de la Virgen con el Niño, romanista.
- Ermita de San Salvador de Aquiturain
- Ermita de Santa Águeda
- Ermita de Santa Bárbara

#### Monumentos civiles
- Antiguo Señorío de Basongaiz o Berasongaiz

### Fiestas
- Fiestas patronales: 15 de agosto, día de la Virgen
- Romería de Santa Águeda: 5 de febrero
- Romería de Santa Bárbara: 15 de mayo